# Gemeinde Dol pri Ljubljani

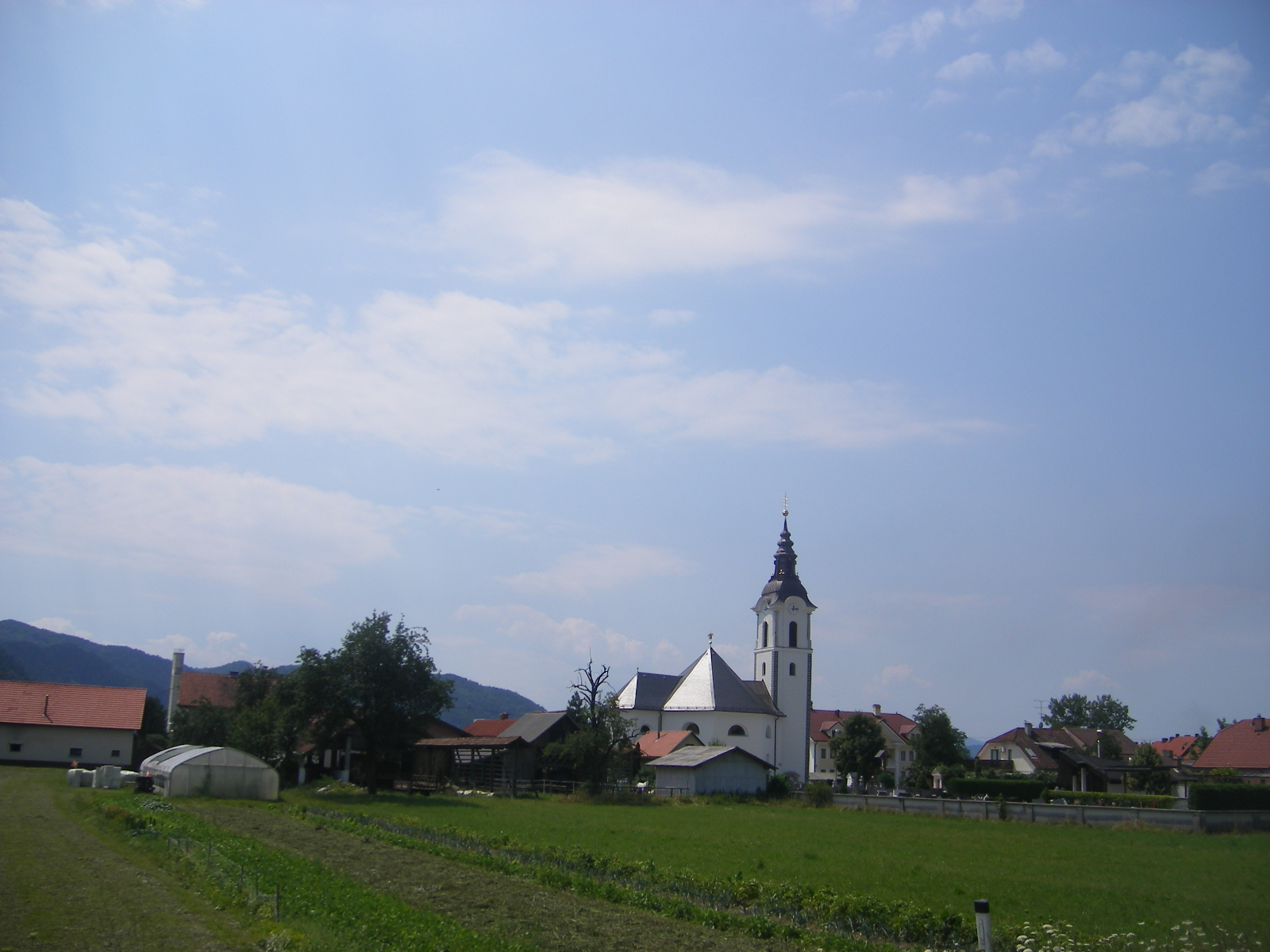
Dol pri Ljubljani

Die Gemeinde Dol pri Ljubljani (deutsch: Lustthal) ist eine Gemeinde in der historischen Landschaft Dolenjska, Region Osrednjeslovenska in Slowenien.
Die Gemeindeverwaltung hat ihren Sitz in der Ortschaft Dol pri Ljubljani.

## Lage
Die Gemeinde liegt 12 km nordöstlich von Ljubljana am Zusammenfluss der drei Flüsse Save, Kamniška Bistrica und Ljubljanica.

## Ortschaften
Die Gemeinde umfasst 19 Ortschaften:
(In Klammern: die vor 1918 gebräuchlichen, deutschsprachigen Ortsbezeichnungen)
- Beričevo (Förtschach)
- Brinje (Seitenhof bei Laibach)
- Dol pri Ljubljani (Lustthal)
- Dolsko (Thalberg in der Oberkrain)
- Kamnica (Steinbach)
- Kleče pri Dolu (Kletschach)
- Klopce (Klobze in der Oberkrain)
- Križevska vas (Kreuzdorf)
- Laze pri Dolskem (Sankt Agatha in der Krain)
- Osredke (Osredke)
- Petelinje (Patendorf in der Unterkrain)
- Podgora pri Dolskem (Unterberg bei Thalberg)
- Senožeti (Grafenweg)
- Videm (Widmannsdorf)
- Vinje (Weinthal bei Thalberg)
- Vrh pri Dolskem (Berg bei Thalberg)
- Zaboršt pri Dolu (Unterforst)
- Zagorica pri Dolskem (Sagoritz in der Oberkrain)
- Zajelše (Sajeusche in der Krain)

## Nachbargemeinden
|                         | Gemeinde Domžale, Gemeinde Moravče          |                          |
| Stadtgemeinde Ljubljana | Kompassrose, die auf Nachbargemeinden zeigt | Gemeinde Zagorje ob Savi |
| Stadtgemeinde Ljubljana | Stadtgemeinde Ljubljana                     | Gemeinde Litija          |

## Geschichte
Dol pri Ljubljani lag an der Römerstraße von Vrhnika nach Celje. Die günstige Lage an den Flüssen erlaubte dort einen Hafen für die Schiffer und Flößer. 

## Persönlichkeiten
- Jurij Vega, Mathematiker (* 1754 im Ortsteil Zagoriza; † 1802)